# Новый Калкаев (Семёновский район)
Новый Калкаев (укр. Новий Калкаїв) — село,
Нарожанский сельский совет,
Семёновский район,
Полтавская область,
Украина.
Код КОАТУУ — 5324584607. Население по переписи 2001 года составляло 206 человек.

## Географическое положение
Село Новый Калкаев находится в 7-и км от левого берега реки Сула,
на расстоянии в 1,5 км от села Строкачи и в 2-х км от села Зикранцы.
Местность вокруг села сильно заболочена.

## История
Возник в 18 веке как слобода Жостер
Село указано на специальной карте Западной части России Шуберта 1826-1840 годов как Жостер